# Straubing Tigers
Les Straubing Tigers sont un club professionnel allemand de hockey sur glace basé à Straubing. Il évolue en Deutsche Eishockey-Liga.

## Historique
Le club est créé en 1948 comme section hockey du club omnisports TSV 1861 Straubing. En 1981, la section hockey devient autonome et est renommée EHC Straubing. Depuis 2001, le club porte le nom de Straubing Tigers. Il joue en Deutsche Eishockey-Liga (DEL) depuis la saison 2006-2007.

### Palmarès
- Vainqueur de la 2. Bundesliga : 2006.
- Vainqueur de l'Oberliga : 1975, 2000.

## Entraîneurs
- 2011 : Dean Fedorchuk